# Сихари
Сихари — внутристрочный диакритический знак письменности гурмукхи. Сихари пишется слитно перед согласной буквой и означает огласовку коротким «И». Долгое «И» обозначается знаком бихари который пишется после буквы.
- Пример: ਇਰਾਕ — Ирак, ਇਟਲੀ — Италия.

- Храсва адджу (гуджарати)
- Храсва и кара (ория)
- Рошшикар (бенгальский)